# Улица Смилшу
Улица Сми́лшу (латыш. Smilšu iela, Песчаная улица) — улица в Риге, в историческом районе Старый город. Ведёт от бульвара Зигфрида Анны Мейеровица до улицы Екаба. Длина улицы — 321 метр.

## История
Одна из старейших улиц Риги. В XIII—XVII веках была самой важной и широкой улицей. Начиналась у крепостных ворот Смилшу (Песочных).
В средние века на улице находились два общественных колодца.
В 1639 году ворота и главный въезд в Ригу были перенесены на улицу Калькю.
При строительстве Военного музея было снесено значительное число домов старой постройки. В августе 1936 года при разборке старого фундамента был обнаружен кирпич с датой 1427. В числе находок в этот период были восьмиствольный пистолет, старинные шведские монеты, разные монеты XVI века. В одном из раскопанных подвалов было обнаружено полностью изолированное помещение с потайным входом, предположительно, за пределы городской стены. Были обнаружены надгробия, вмурованные в фундамент Пороховой башни.
В настоящее время улица застроена преимущественно зданиями XIX—XX веков.

## Достопримечательности

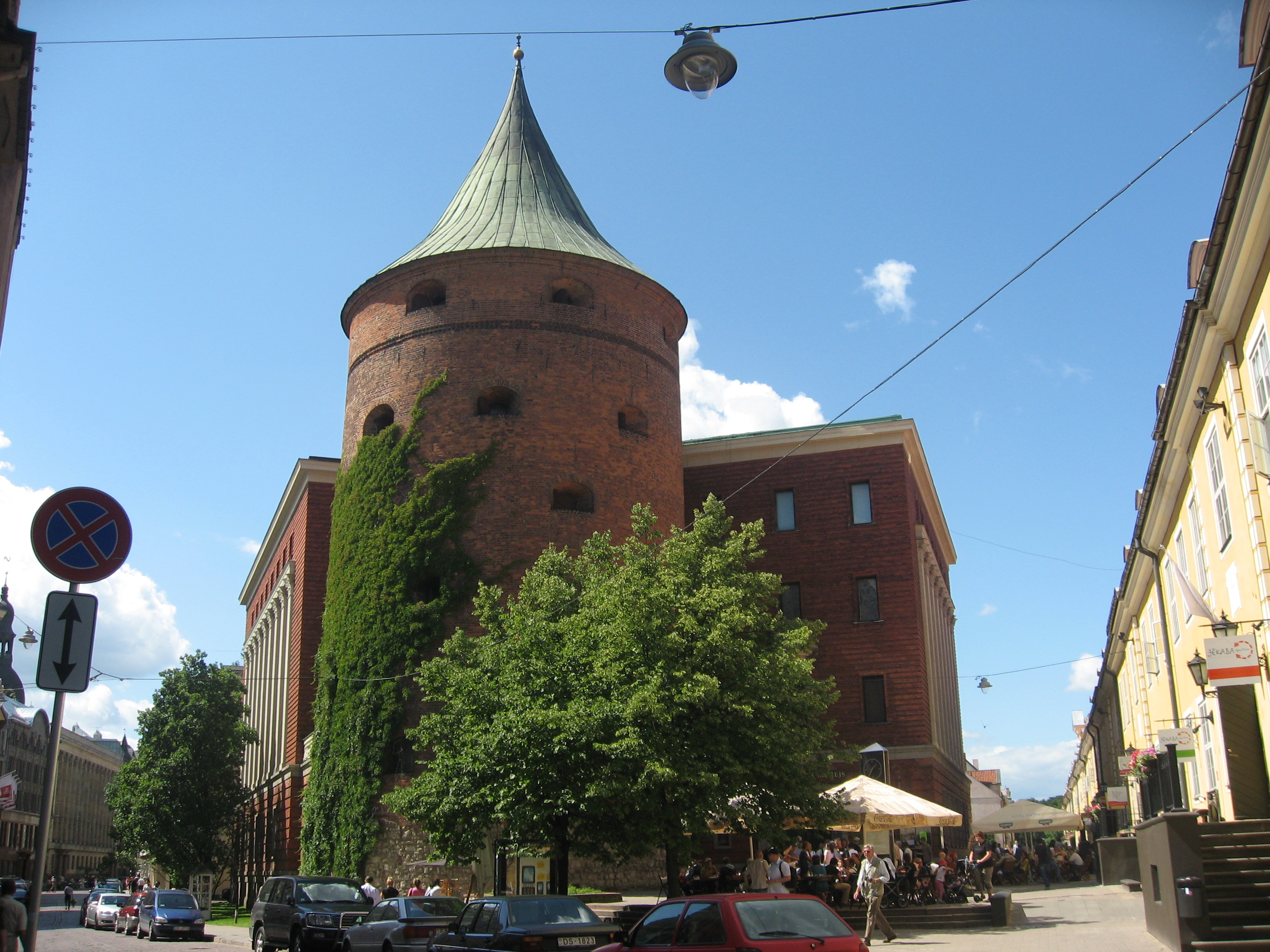
Пороховая башня

Улица Смилшу, д. 3

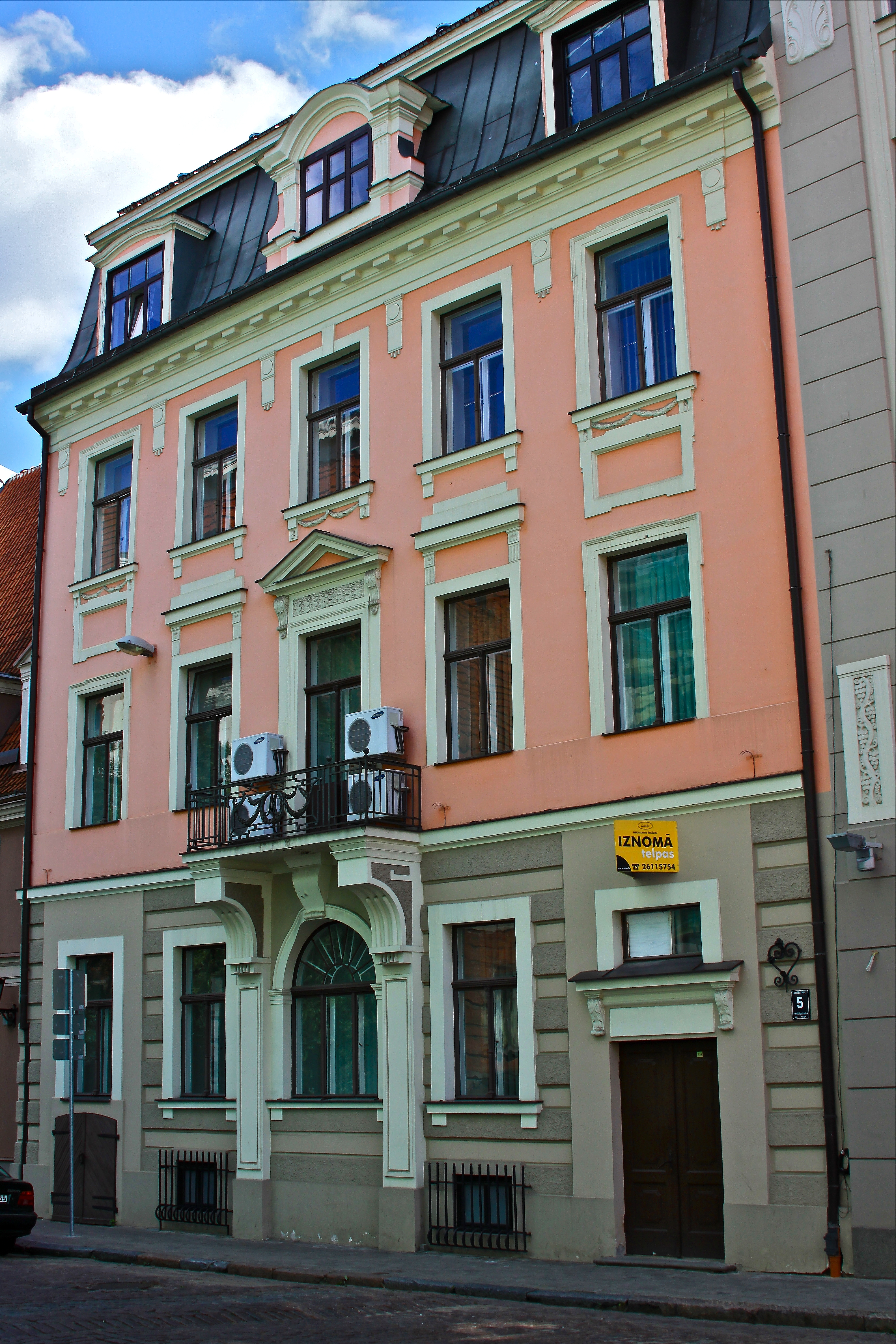
Улица Смилшу, 5

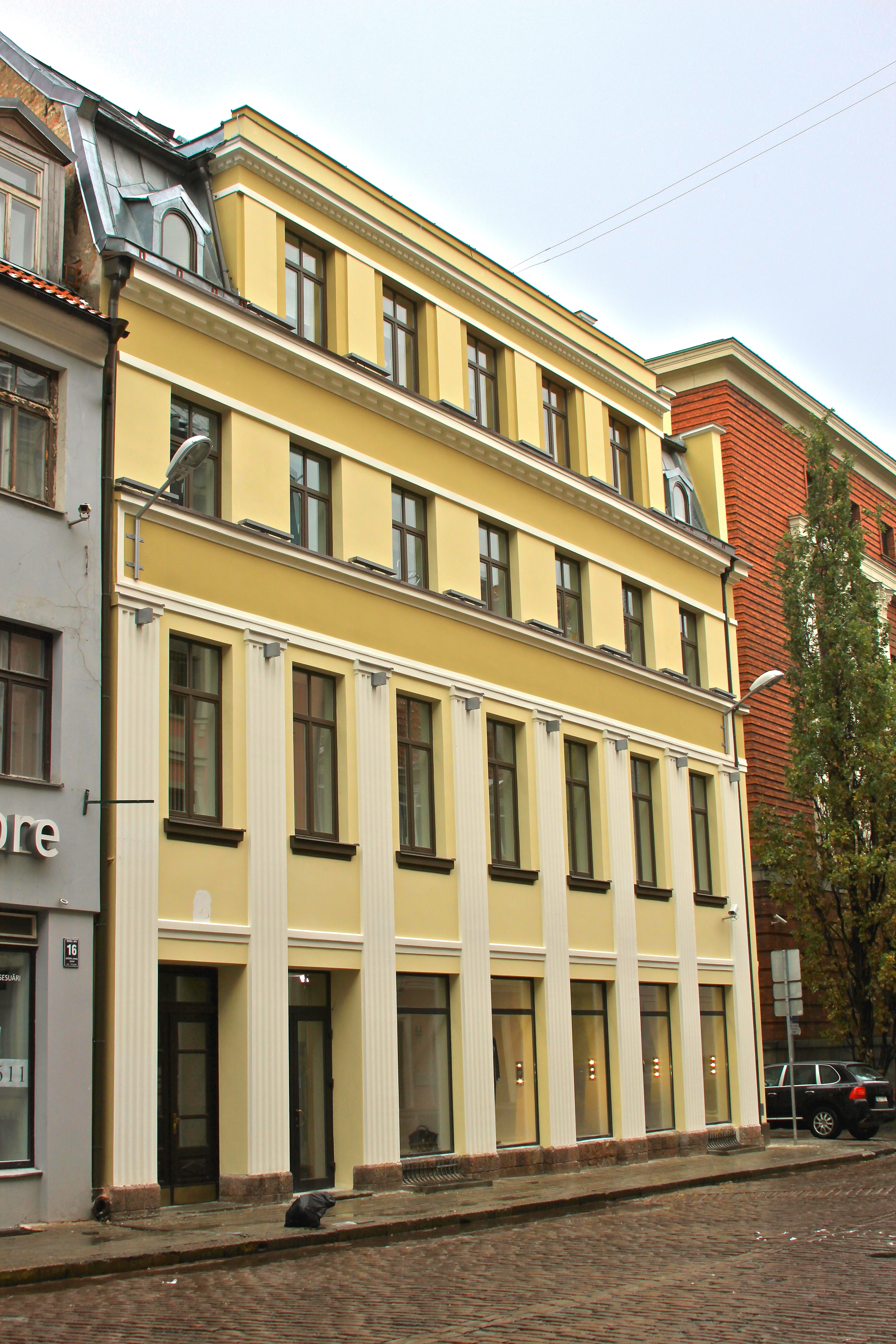
Улица Смилшу, 18

- д. 1 — Министерство финансов Латвии
- д. 1/3 — бывший дом страхового общества «Россия» (1906, архитектор Н. М. Проскурнин)[3]
- д. 2 — Жилой дом (1902, архитектор Константин Пекшенс, перестроен в 1909 году архитектором Паулем Мандельштамом)[4]
- д. 3 — бывший земельный банк (1910, архитекторы Артур Мёдлингер, Герман Зейберлих, Теодор фон дер Остен-Закен)[5]
- д. 4 — Жилой дом (XVI—XVII века, реконструирован в 1988 году).
- д. 5 — Жилой дом, построен в стиле бюргерского классицизма (1787—1794, архитектор Кристоф Хаберланд)
- д. 6 — здание Рижского банка взаимного кредита (1910—1912, архитектор Вильгельм Бокслаф, отремонтирован в 1991—1992 годах по проекту архитекторов Зана Калинки, Андиса Силиса, Петериса Клава)[6]
- д. 7 — Жилой дом (XV—XVI век, перестроен в доходный дом с магазинами в 1890 году, архитектор Карл Юхан Фельско).
- д. 8 — Жилой дом с магазинами (бывший дом Ильи Ивановича Боброва, 1902, архитекторы Генрих Шель, Фридрих Шеффель, восстановлен 1999—2000 годах по проекту архитектора Арниса Кляйнберга, Яниса Звейниекса)[7],[8][9]
- д. 10 — Жилой дом (1910, архитектор Эрнест Поле).[10]
- д. 12 — Жилой дом (XVIII век, перестроен в 1897 году, архитектор Карл Юхан Фельско).
- д. 14 — склады (XVIII век, перестроены 1890 году в доходный дом с магазинами, архитектор Герман Отто Хилбиг)
- д. 16 — Жилой дом (XVII—XVIII века, перестроен в 1910 году, архитектор Карл Юхан Фельско).
- д. 18 — офисное здание (1924, архитектор Николай Херцбергер, перестроено в 1937 году архитекторами Максом фон Озмидовым, Николаем Херцбергером)
- д. 20 — Пороховая башня, Военный музей Латвии

## Улица в кинематографе
Дом 8 в фильме «XX век начинается» «сыграл» роль дома, где под ковром было обнаружено большое пятно крови.